# Списак места Светске баштине у Шри Ланки
Организација Уједињених нација за образовање, науку и културу (УНЕСКО) проглашава места светске баштине од изузетне универзалне вредности за културну или природну баштину која су номиноване од стране земаља потписница Унескове конвенције о светској баштини, установљене 1972. године. Културно наслеђе чине споменици (као што су архитектонска дела, монументалне скулптуре или натписи), групе зграда и локалитети (укључујући археолошка налазишта). Природна обележја (која се састоје од физичких и биолошких формација), геолошке и физиографске формације (укључујући станишта угрожених врста животиња и биљака) и природни локалитети који су значајни са становишта науке, очувања или природне лепоте, дефинишу се као природно наслеђе. Шри Ланка је ратификовала конвенцију 6. јуна 1980. године.
Од 2022. Шри Ланка има осам локација на листи. Прва три локалитета, Древни градови Полонарува и Сигирија, као и Свети град Анурадхапура наведени су 1982. Најновија локација, Средишње висоравни Шри Ланке, наведена је 2010. Централне висоравни и Шумски резерват Синхараја су културни резерват, а осталих шест природни. Поред тога, Шри Ланка има четири локације на својој тентативној листи. Била је члан Комитета светске баштине 1983—1989.

## Локалитети
УНЕСКО наводи локалитете под десет критеријума, сваки унос мора да испуњава бар један од критеријума. Критеријуми од I до VI су културни, а од VII до X су природни.
| Име локалитета                    | Фотографија                                                       | Локација                            | Година уписа | Подаци УНЕСКО-а            | Опис |
| --------------------------------- | ----------------------------------------------------------------- | ----------------------------------- | ------------ | -------------------------- | --- |
| Свети град Анурадхапура           | A large Buddhist stupa                                            | Северна централна провинција        | 1982.        | 200; II, III, VI (култура) | Анурадхапура је била прва престоница Шри Ланке и будистички духовни центар. Основан је у 4. веку пре нове ере. Тамили су га напали у 2. веку пре нове ере и опљачкали Пандије у 9. веку нове ере. Споменици су накнадно обновљени, али је град уништен 993. године од стране цара Чоле Раџараја I, а престоница је премештена у Полонаруву. У наредним вековима обрасла је џунгла. Споменици који су данас остали укључују Abhayagiri vihāra (на слици) и Руванвели ступу, као и Jaya Sri Maha Bodhi које је израсло из Боди дрвета под којим се верује да је Буда постигао просветљење.                                                                                      |
| Древни град Полонарува            | Ruins of a Buddhist temple                                        | Северна централна провинција        | 1982.        | 201; I, III, VI (култура)  | Након што је династија Чола уништила Анурадхапуру, Полонарува је постала престоница истоименог краљевства под Виџајабахуом I. Из тог периода остало је неколико хиндуистичких храмова и бронзаних скулптура. Своје златно доба град је доживео у 12. веку под Паракрамабахуом I, када су изграђени бројни будистички споменици и храмови, укључујући Ватадаге (на слици), храм који је некада чувао реликвије Будиног зуба. Пропао је у 13. веку. |
| Древни град Сигирија              | A large granite rock with people walking toward it                | Централна провинција                | 1982.        | 202; II, III, IV (култура) | Сигирија је била краткотрајна престоница краља Кашјапе, који је владао између 477. и 495. године, након што је убио свог оца. Град је изграђен на, и око, Лавље стене, гранитне вулканске куполе од 180 м. Након пораза Кашјапе од његовог брата Могалане I, локација је враћена будистичким монасима који су раније живели у пећинама у тој области. Данас је локалитет у рушевинама, са очуваним деловима утврђења и зграда, као и фрескама које представљају женске фигуре. Стил ових фресака је био утицајан у наредним вековима. |
| Свети град Канди                  | A Buddhist temple in white stone and a flag in front              | Централна провинција                | 1988.        | 450; IV, VI (култура)      | Канди је основан у 14. веку и служио је као престоница истоименог краљевства од 1592. до 1815. године, када су у њега ушли Британци. Остаје религиозна будистичка престоница Шри Ланке и центар ходочашћа. Пратећи некадашњу традицију премештања реликвије приликом промене престонице, реликвија Будиног зуба се чува у Храму зуба (на слици), а садашња структура датира из средине 18. века. Остали споменици укључују Краљевску палату и неколико будистичких храмова. |
| Шумски резерват Синхараја         | Look at a rain forest from above                                  | Сабарагамува и Јужна провинција     | 1988.        | 405; IX, X (природa)       | Шумски резерват Синхараја обухвата неке од последњих релативно непоремећених кишних шума Шри Ланке. Флора је реликт древног суперконтинента Гондвана и важна је за проучавање биолошке еволуције и померања континената. Долине и ниже области су прекривене врстама Dipterocarpus, док секундарне шуме и жбуње покривају подручја где је првобитна шума уклоњена. Ово подручје је дом бројних ендемских врста птица, сисара, лептира и водоземаца. |
| Стари град Гале и његова утврђења | Aerial photo of Galle fort                                        | Јужна провинција                    | 1988.        | 451; IV (култура)          | Град Гале су основали Португалци који су ту подигли прва утврђења крајем 16. века. Холандска источноиндијска компанија преузела је тврђаву 1640. године и изградила камени зид са бастионом, дајући граду садашњи изглед. Гале је доживео свој врхунац у 18. веку, када је у њему живело петсто породица и када је имао велике административне зграде и складишта. Предат је Британцима 1796. године. Најбоље је очуван пример европског утврђеног града у јужној и југоисточној Азији. Архитектура представља спој европских и регионалних традиција између 16. и 19. века. Једна од важних карактеристика је канализациони систем који је користио морску воду за испирање. |
| Пећински храм Дамбула             | Stupa with sitting Buddhas around it in a cave with painted walls | Централна провинција                | 1991.        | 561; I, IV (култура)       | Пећински храм је највећи и најбоље очуван будистички комплекс на Шри Ланки и важно место ходочашћа. Насељен је монасима од 3. века пре нове ере. Састоји се од пет светилишта изграђених у природним пећинама. Светиња је прошла кроз низ реновирања, данашњи облик датира из 18. века. Садржи изузетне примере религиозне уметности, укључујући статуе и зидне слике у стилу уметничке школе Канди. |
| Средишња висораван Шри Ланке      | A mountain from far                                               | Централна провинција и Сабарагамува | 2010.        | 1203; IX, X (природa)      | Ова локација обухвата три области са најмање поремећеним преосталим областима субмонтанских и планинских кишних шума Шри Ланке: Заштићено подручје дивљине Пико (Шри Пада на слици), Национални парк Хортон Плеинс и Планински ланац Думбара. Подручје је изузетно богато биодиверзитетом и дом је неколико ендемских врста, укључујући лангура са љубичастим лицем, шриланканског леопарда и бројне мекушце, рептиле и водоземце. |

## Тентативна листа
Поред локалитета уписаних на Листу светске баштине, државе чланице могу да одржавају листу пробних локација које могу да размотре за номинацију. Номинације за Листу светске баштине се прихватају само ако је локација претходно била наведена на тентативној листи. Шри Ланка има четири добара на својој прелиминарној листи.
| Име локалитета                                                                              | Фотографија                                | Локација                                      | Година уписа | УНЕСКО критеријуми    | Опис |
| ------------------------------------------------------------------------------------------- | ------------------------------------------ | --------------------------------------------- | ------------ | --------------------- | --- |
| Seruwila Mangala Raja Maha Vihara                                                           | A Buddhist stupa, view obstructed by trees | Источна провинција                            | 2006.        | II, V (култура)       | Будистичка ступа је саграђена у 2. веку пре нове ере под Каван Тисом из Краљевине Рухуна, како би се у њој чувала света реликвија чеоне кости Буде. Током векова, био је напуштен све док није поново откривен 1922. године и обновљен 1920-их. Комплекс се састоји од обновљених улаза, рибњака и стамбених зграда. |
| Seruwila to Sri Pada (Светилиште отиска стопала), древни ходочаснички пут дуж реке Махавели | A conical mountain                         | Више локација                                 | 2010.        | II, III, VI (култура) | Шри Пада је стенска формација у близини Адамовог врха (на слици), за коју се верује да су Будине стопе у будистичкој традицији или отисак стопала Шиве, Адама или апостола Томе према хиндуистичким, исламским и хришћанским традицијама. Место ходочашћа вековима су посећивали краљеви и обични људи. Рута почиње у Seruwawila Mangala Raja Maha Vihara и прати ток реке Махавели. Пролази поред места са важним будистичким и хиндуистичким светиштима, укључујући Полонаруву, Канди и Гамполу. |
| Древна Аријакара Вихараја у Археолошком резервату Рајагала                                  | Temple ruins with several pillars standing | Источна провинција                            | 2020.        | I, III, IV (култура)  | Будистички манастир је основан у 2. веку пре нове ере на обронцима планине Рајагала. Био је активан до краја ере Анурадхапуре у раном 11. веку, а потом је напуштен. Могао је да прими око петсто монаха. Остаци на археолошком локалитету укључују ступе, храмове, стамбене зграде и пећинске настамбе. Сачуване су слике и натписи из раног периода манастира. |
| Будистички манастири за медитацију древне Шри Ланке                                         | A resting place in the Ritigala monastery  | Северна централна и Севернозападна провинција | 2024.        | III, IV, V (култура)  | Манастири за медитацију који су изграђени у 5—10. веку користили су будистички монаси за медитативне и ритуалне праксе. Састојали су се од удаљених кућа за медитацију и услужних зграда повезаних мрежом стаза, а све су се налазили у шумском окружењу. Четири најистакнутија манастира за медитацију су изабрана за ову номинацију: Ритигала (на слици), Манаканда, Аранкале и Малигатена. |
|                                                                                             |                                            |                                               |              |                       | |